# Оболенское (Тульская область)
Оболенское — поселок станции в Киреевском районе Тульской области в составе Шварцевского сельского поселения.

## География
Находится в центральной части Тульской области на расстоянии приблизительно 15 км на север по прямой от города Киреевск, административного центра района.

## История
Станция была открыта в 1874 году (ныне остановочный пункт).

## Население
Постоянное население составляло 46 человек (русские 100 %) в 2002 году, 49 в 2010.